# 羅鑒
羅鑒，字辑熙，号湘川，湖廣茶陵縣平水水源人。明朝政治人物。

## 生平
早年出身國子生，中式湖廣鄉試第七十五名舉人。成化十四年（1478年）戊戌科會試第二十六名，殿試登進士第二甲第八十名，授南京刑科給事中，后轉任户科給事中，后升任廣東參議。歷任四川布政使、副都御史。因拒絕劉瑾索賄而被貶，劉瑾事敗后，調任蘇松巡撫。

## 家族
曾祖羅汶，斷事。祖父羅敬德，曾任給事中。父羅琥，曾任戶部郎中。